# Lista de partidos políticos na Nigéria
Esta página lista partidos políticos na Nigéria. O país adota o sistema político pluripartidário, embora atualmente na Quarta República, apenas 2 partidos podem ser classificados como majoritários por contarem com bases eleitorais bem estruturadas em todos os estados do país, de modo a tornarem-se os únicos partidos capazes de vencer eleições majoritárias: trata-se do Congresso de Todos os Progressistas (APC) e do Partido Democrático do Povo (PDP).  

## Quarta República (1999-presente)

### Partidos políticos ativos
| Nome | Nome                                                                     | Nome | Líder            | Ideologia                                                                 | Espectro                   | Assembleia Nacional | Assembleia Nacional       | Estados da Nigéria | Estados da Nigéria    |
| Nome | Nome                                                                     | Nome | Líder            | Ideologia                                                                 | Espectro                   | Senado              | Câmara dos Representantes | Governadores       | Assembleias estaduais |
| ---- | ------------------------------------------------------------------------ | ---- | ---------------- | ------------------------------------------------------------------------- | -------------------------- | ------------------- | ------------------------- | ------------------ | --------------------- |
|      | Congresso de Todos os Progressistas All Progressives Congress            | APC  | Bola Tinubu      | Partido pega-tudo                                                         | Centro-esquerda            | 66 / 109            | 227 / 360                 | 22 / 36            | 598 / 991             |
|      | Partido Democrático do Povo People's Democratic Party                    | PDP  | Atiku Abubakar   | Conservadorismo social Liberalismo econômico                              | Centro-direita a Direita   | 38 / 109            | 121 / 360                 | 13 / 36            | 329 / 991             |
|      | Novo Partido dos Povos da Nigéria New Nigeria Peoples Party              | NNPP | Rabiu Kwankwaso  | Liberalismo                                                               | Centro-direita             | 1 / 109             | 4 / 360                   | 1 / 36             | 19 / 991              |
|      | Partido Trabalhista Labour Party                                         | LP   | Peter Obi        | Social-democracia                                                         | Centro-esquerda            | 1 / 109             | 2 / 360                   | 0 / 36             | 0 / 991               |
|      | Partido dos Jovens Progressistas Young Progressives Party                | YPP  | Kingsley Moghalu | Social-democracia Socialismo democrático                                  | Esquerda a Centro-esquerda | 1 / 109             | 0 / 360                   | 0 / 36             | 22 / 991              |
|      | Grande Aliança de Todos os Progressistas All Progressives Grand Alliance | APGA | Victor Oye       | Nacionalismo Federalismo Pluralismo político Pan-africanismo Progressismo | Centro-esquerda a Centro   | 0 / 109             | 4 / 360                   | 1 / 36             | 19 / 991              |
|      | Partido Social-Democrata Social Democratic Party                         | SDP  | Olu Falae        | Social-democracia                                                         | Centro-esquerda            | 0 / 109             | 5 / 360                   | 0 / 36             | 0 / 991               |

### Partidos políticos extintos
- Partido de Todos os Povos da Nigéria (ANPP)
- Congresso Ação da Nigéria (ACN)
- Congresso para a Mudança Progressista (CPC)
- Aliança pela Democracia (AD)

## Terceira República (1996-1998)
- Convenção Nacional Republicana (NRC)
- Comitê de Consenso Nacional (CNC)
- Partido Democrático da Nigéria (DPN)
- Movimento Democrático de Base (GDM)
- Partido do Centro Nacional da Nigéria (NCPN)
- Partido do Congresso Unidos da Nigéria (UNCP)
- Partido da Justiça (JP)

## Segunda República (1979-1983)
- Partido Nacional da Nigéria (PNP)
- Partido dos Povos da Nigéria (NPP)
- Partido da Redenção Popular (PRP)
- Partido da Unidade da Nigéria (UPN)

## Primeira República (1960-1966)
- Conselho Nacional da Nigéria e Camarões (NCNC)
- Congresso Popular do Norte (NPC)
- Grupo Ação (AG)
- Movimento Jovem de Borno (BYM)
- Partido Dinâmico (DP)
- União Igala (IU)
- União Tribal Igbira (ITU)
- Partido Popular Kanu (KPP)
- Frente Unida do Estado de Lagos (LSUF)
- Grande Aliança Mabolaje (MGA)
- Meio Oeste Frente Democrática (MDF)
- Congresso do Delta do Níger (NDC)
- Partido Nacional Democrático Nigeriano (NNDP)
- Elementos progressistas da União do Norte (NEPU)
- Frente Progressista do Norte (NPF)
- Partido Republicano (RP)
- Partido Unido pela independência Nacional (UNIP)